# Le Collectif
Le Collectif (titre original : In the Group) est une nouvelle de science-fiction de Robert Silverberg. La nouvelle a été proposée au prix Locus de la meilleure nouvelle 1974, sans remporter le prix.

## Publications
Entre 1973 et 2017, la nouvelle a été éditée à environ un peu plus d'une vingtaine de reprises dans des recueils de nouvelles de Robert Silverberg ou des anthologies de science-fiction.

### Publications aux États-Unis
La nouvelle est parue en 1973 dans Unfamiliar Territory , recueil de nouvelles de Robert Silverberg.
Elle a ensuite été régulièrement rééditée dans divers recueils de Robert Silverberg et diverses anthologies.

### Publications en France
La nouvelle est notamment publiée en France :
- dans Univers 07, éditions J'ai lu, 4e trimestre 1976, anthologie composée par Jacques Sadoul et Yves Frémion ;
- dans Éros au futur, anthologie composée par Jacques Chambon, Fiction spécial no 27, éditions OPTA, 1977 ;
- dans l'anthologie Histoires de sexe-fiction, Livre de poche, mai 1985 (réédition 1987), sous le titre Groupe ;
- en 2002 dans le recueil Les Jeux du Capricorne, avec une traduction de Jacques Chambon ; il y a eu une nouvelle édition en livre de poche chez J'ai lu en 2004. La nouvelle est donc l'une des 124 « meilleures nouvelles » de Silverberg sélectionnées pour l'ensemble de recueils Nouvelles au fil du temps, dont Les Jeux du Capricorne est le deuxième tome.

### Publication en Allemagne
La nouvelle a été publiée en 1977 en Allemagne sous le titre In der Gruppe.

## Résumé
Dans ce monde futur, l'être humain ne veut plus vivre seul et toute forme d'individualisme ou de solitude est socialement rejetée. Les drogues psychédéliques sont très usitées. On peut voyager facilement et rapidement par téléportation. En matière de sexualité, c'est la même chose. Bannissant les relations monogames, les gens se regroupent dans des « collectifs » (d'où le titre de la nouvelle) dans lesquels, grâce à des mécanismes électroniques et informatiques, ils peuvent avoir des relations sexuelles avec des partenaires multiples, le tout psychiquement, sans se toucher matériellement (même si l'amour physique n'a pas complètement disparu). Ce que ressent l'un des partenaires, tous les autres partenaires le ressentent aussi.
Le personnage principal de la nouvelle s'appelle Murray et fait partie d'un Collectif d'une douzaine de personnes. Certains ont des relations sexuelles psychiques tous les soirs, d'autres une fois par semaine ou par mois. Pour sa part, Murray participe au Collectif environ quatre fois par semaine. Il sent ses sentiments croître pour une femme du Collectif, Kay. Peu à peu, il souhaiterait vivre avec elle, partir en voyage avec elle, la toucher physiquement, faire l’amour avec elle (sans que les autres participants du Collectif participent aux ébats). À plusieurs reprises, il fait des propositions en ce sens à Kay, mais la jeune femme les refuse catégoriquement et ne veut pas « d'exclusivisme ».
Murray se « désynchronise » de ses amis, et une relation sexuelle qu'ils ont dans le Collectif échoue parce que Murray voulait profiter seul de Kay. Les autres ressentent le mal-être de Murray. Ce dernier rend visite à Kay et détruit son matériel d'accouplement collectif. Les autres membres du Collectif se téléportent immédiatement afin de faire comprendre à Murray qu'il n'a aucun « droit personnel » sur Kay, et que l'amour réduit à un seul couple est prohibé. Ils maintiennent Murray garotté et ce dernier est obligé d'assister à des ébats aux cours desquels plusieurs hommes ont successivement des relations sexuelles avec Kay. Murray se rebelle et se bagarre avec eux. Ses collègues du Collectif décident alors de l'exclure du groupe pour comportement antisocial et individualisme.
Exclu du Collectif, Murray se retrouve seul. Il parcourt alors le monde, passant d'une ville à l'autre, seul et désemparé, dans un voyage frénétique et sans espoir.